# Fatima Abdel Mahmoud
Fatima Abdel Mahmoud (Omdurmán, 1944-Londres, 22 de julio de 2018) fue una política sudanesa, líder de la Unión Demócrata Socialista Sudanesa. En 1973 fue una de las primeras mujeres en ocupar un cargo político en Sudán. Se presentó a las elecciones generales de 2010 como primera mujer candidata presidencial del país.

## Biografía

### Primeros años
Estudió medicina en Moscú en los años 1960 y se graduó como pediatra. En 1973 fue nombrada viceministra de Juventud, Deporte y Asuntos Sociales. Este nombramiento, junto con el de Sayeda Nafisa Ahmed al Amin como miembro del politburó del partido en el gobierno, la Unión Socialista Sudanesa, adquirió notoriedad internacional en una época en la que las estimaciones situaban el índice de alfabetización de las mujeres en Sudán en el 10 %. Abdel Mahmoud desempeñó su cargo en el Parlamento durante diez años.

### Candidatura presidencial
En abril de 2010, se celebraron en Sudán las primeras elecciones plenamente disputadas (es decir, las primeras con candidatos de partidos de la oposición) desde 1986. La candidatura presidencial de Abdel Mahmoud fue rechazada en enero de 2010 por la Comisión Electoral Nacional de Sudán, junto con las de otros dos aspirantes, alegando que su campaña no había conseguido obtener los avales necesarios. Abdel Mahmoud y sus partidarios protestaron contra la decisión, que calificaron de representativa de una conspiración contra las mujeres. Su candidatura fue reinstaurada por un tribunal de apelación antes de los comicios.
Muchos partidos de oposición acabaron boicoteando las elecciones, al considerar que estaban amañadas en favor del presidente Omar al-Bashir. Al final, Al-Bashir ganó las elecciones con una amplia mayoría. Por su parte, Abdel Mahmoud obtuvo el 0,3 % del voto total.
Abdel Mahmoud volvió a presentarse en las elecciones generales de 2015, donde obtuvo un tercer puesto en la elección presidencial y su partido se quedó sin escaños en la Asamblea Nacional.

### Otras actividades
Abdel Mahmoud ocupó la Cátedra Unesco «Mujer, Ciencia y Tecnología».